# Ryan Mathews
Ryan J. Mathews (Riverside, 1º maggio 1987) è un giocatore di football americano statunitense che gioca nel ruolo di running back per i Philadelphia Eagles della National Football League (NFL). Fu scelto nel corso del primo giro (12º assoluto) del Draft NFL 2010 dai San Diego Chargers. Al college ha giocato a football alla Fresno State University.

## Carriera professionistica

### San Diego Chargers
Al draft NFL 2010, Mathews fu selezionato come 12ª scelta assoluta dai San Diego Chargers. Il 1º agosto 2010 firmò un contratto di 5 anni di 26,65 milioni di dollari, 15 milioni dei quali garantiti.
Il debutto da professionista avvenne il 13 settembre 2010 contro i Kansas City Chiefs, indossando la maglia numero 24. Matthews incontrò più difficoltà del previsto nella sua annata da rookie, terminando con 678 yard corse e 7 touchdown.
Le prestazioni di Ryan migliorarono notevolmente nella sua seconda stagione nella lega, conclusa disputando 14 partite, tutte come titolare, con 1.091 yard corse e 6 touchdown che gli valsero la prima convocazione per il Pro Bowl della carriera.
Il 9 agosto 2012, nella prima gara di pre-stagione contro i Green Bay Packers, Mathews si ruppe la clavicola forzandolo a uno stop di quattro settimane. Il giocatore tornò in campo nella sfida della settimana 3 persa contro gli Atlanta Falcons in cui corse 44 yard su 10 tentativi. Nella settimana 4 i Chargers si portarono su un record di 3-1 con la vittoria sui Kansas City Chiefs con Ryan che guidò la squadra con 61 yard corse su 14 tentativi. Nella settimana 5 San Diego perse la seconda gara della stagione contro i Saints con il running back che corse 80 yard e segnò un touchdown, l'unico della sua stagione, conclusa con sole 707 yard corse, a una media di 3,8 yard a possesso, la più bassa della carriera.
Nella prima gara della stagione 2013 contro gli Houston Texans, Mathews segnò un touchdown su ricezione. Nella settimana 6 segnò il suo primo TD su corsa, ripetendosi anche la settimana successiva su ricezione contro i Jaguars. Il secondo TD su corsa della stagione lo segnò nella settimana 10 contro i Denver Broncos. Nella settimana 15, in una delle più grosse sorprese dell'anno, San Diego superò i Denver Broncos, la squadra col miglior record della AFC, infliggendo loro la prima sconfitta in casa stagionale, in cui Mathews corse 127 yard e segnò un touchdown. La sua annata si chiuse con un nuovo primato personale di 1.255 yard corse e sette touchdown, sei su corsa e uno su ricezione.
Mathews aprì la stagione 2014 con un touchdown nella sconfitta contro i Cardinals. Dopo la gara successiva fu costretto a saltare per infortunio le successive sette sfide. Tornò in campo nella settimana 11 contro i Raiders e sette giorni dopo superò per la prima volta le cento yard corse stagionali, guadagnandone 105 con un touchdown nella vittoria sui Rams. Scese in campo in altre due partite, prima di infortunarsi nella settimana 14 a una caviglia, perdendo tutto il resto della stagione regolare. Questa si chiuse con 330 yard corse e 3 touchdown in 6 presenze.

### Philadelphia Eagles
L'11 marzo 2015, Mathews firmò un contratto triennale del valore di 12 milioni di dollari con i Philadelphia Eagles. Nel terzo turno, al posto dell'infortunato DeMarco Murray, guidò i suoi con 108 yard corse e un touchdown su ricezione alla prima vittoria stagionale. La sua prima annata con la nuova maglia si chiuse guidando la squadra con 6 TD su corsa e al secondo posto con 539 yard corse.

## Palmarès
- Convocazioni al Pro Bowl: 1

2011

## Statistiche
| Partite totali      | 60    |
| Partite da titolare | 42    |
| Yard su corsa       | 4.061 |
| Touchdown su corsa  | 23    |

Statistiche aggiornate alla stagione 2014